# Église de Pallivaha
L’église de Pallivaha (finnois : Pallivahan kirkko) est une église luthérienne située dans le quartier de Kärsämäki à Turku en Finlande.

## Architecture
L’église conçue par  Pekka Pitkänen est construite en briques sombres de Santamäki et est inaugurée en 1968. 
Le sol, l'autel et la chaire sont construites en béton.
La nef peut accueillir 150 personnes, elle peut former avec la salle paroissiale un très grand espace qui peut accueillir jusqu'à 10 groupes.
Les orgues à 15 jeux sont de la fabrique d'orgues de Kangasala.